# قلب قاعدة الحمض النووي
قلب قاعدة الحمض النووي، أو قلب النوكليوتيد، هي الآلية المستخدمة في تدوير قاعدة النوكليوتيد، أو القاعدة النووية، خارج الحلزون المزدوج للحمض النووي. يحدث هذا عندما يحتاج إنزيم معالجة الحمض النووي القدرة على الوصول إلى القاعدة لأداء عمله عليها، مثل استئصالها من أجل استبدال قاعدة أخرى بها خلال ترميم الدنا. لوحظت الآلية لأول مرة في عام 1994 باستخدام دراسة البلورات بالأشعة السينية في إنزيم ناقلة الميثيل المحفز لعملية مثيلة قاعدة السايتوسين في الدنا. منذ ذلك الحين، ثبت استخدامها عبر مختلف الإنزيمات في العديد من العمليات الحيوية مثل مثيلة الدنا، وآليات ترميم الدنا المتنوعة وتضاعف الدنا. يمكن حدوثها أيضًا في حلزونات الرنا المزدوجة أو متوسطات الدنا:الرنا المتشكلة خلال نسخ الرنا.
يحدث قلب قاعدة الحمض النووي عن طريق تفكيك الروابط الهيدروجينية بين القواعد وفصل القاعدة عن جاراتها. قد يحدث هذا خلال عملية نشطة، يرتبط فيها الإنزيم مع الدنا مسهلًا دوران القاعدة، أو عبر عملية خاملة تدور فيها القاعدة نحو الخارج تلقائيًا، يُعد الإنزيم مسؤولًا عن التعرف على هذه الحالة وربطها. يمكن كشف قلب قاعدة الحمض النووي من خلال دراسة البلورات بالأشعة السينية، أو مطيافية الرنين المغناطيسي النووي، أو المطيافية الفلورية أو مسبار التهجين.

## اكتشافها
اكتُشف قلب القاعدة لأول مرة في عام 1994 بعد استخدام الباحثين كليماسوسكاس، وكومار، وروبرتز وتشينغ دراسة البلورات بالأشعة السينية من أجل ملاحظة المرحلة المتوسطة في التفاعل الكيميائي لناقلة الميثيل المرتبطة بالدنا. استُخدمت ناقلة ميثيل سي 5- سايتوسين من مستدمية حالة للدم (إم. هال). يتعرف هذا الإنزيم على تسلسل محدد للدنا (5'-جي سي جي سي-3') ويعمل على مثيلة قاعدة السايتوسين الأولى للتسلسل في موقع سي 5. عند تبلور معقد إم. هال-دنا، لاحظ الباحثون دوران قاعدة السايتوسين الهدف بشكل كامل خارج الحلزون المزدوج وتموضعها في الموقع النشط من إم. هال. حافظت القاعدة على ثباتها في مكانها عن طريق التفاعلات العديدة بين إم. هال والدنا.
وضع الباحثون نظرية قلب القاعدة المتمثلة في الآلية المستخدمة من قبل العديد من الأنزيمات، مثل الهيليكاز، وإنزيمات التهجين، وبوليميراز الحمض النووي الريبوزي، وبوليميراز الدنا وتوبوإيزوميراز من النوع II. جرت العديد من الأبحاث في السنوات التالية لهذا الاكتشاف وثبت استخدام آلية قلب قاعدة الحمض النووي في العديد من العمليات الحيوية المقترحة من قبل الباحثين.

## الآلية
ترتبط نوكليوتيدات الدنا مع بعضها البعض بواسطة الروابط الهيدروجينية الضعيفة نسبيًا والقابلة للتفكيك بسهولة. يحدث قلب القاعدة وفق جدول زمني بالميللي ثانية من خلال تفكيك الروابط الهيدروجينية بين القواعد وفصل القاعدة عن جاراتها. تدور القاعدة 180 درجة خارج الحلزون المزدوج، نموذجيًا عبر التلم الرئيسي، وإلى الموقع النشط للأنزيم. يؤدي هذا إلى تغيرات توافقية صغيرة في عمود الدنا، تُثبت هذه التغيرات بسرعة عبر زيادة التفاعلات بين الدنا والإنزيم. أظهرت الدراسات على مظاهر الطاقة الحرة لقلب القاعدة إمكانية خفض حاجز الطاقة الحرة للقلب بمقدار 17 كيلو كالوري / مول في إم. هال في التشكل المغلق.
توجد آليتان لقلب قاعدة الحمض النووي: النشطة والخاملة. في الآلية النشطة، يرتبط الإنزيم بالدنا ثم يعمل على التدوير النشط للقاعدة، بينما في الآلية الخاملة، تدور القاعدة التالفة نحو الخارج بشكل تلقائي أولًا، ثم يتعرف الإنزيم عليها ويربطها. أظهرت الأبحاث كلا الآليتين: يتبع غلايكوسيلاز يوراسيل-دنا الآلية الخاملة، بينما يتبع ترانسبوزاز «تي إن» 10 الآلية النشطة.
علاوة على ذلك، أثبتت الدراسات استخدام قلب قاعدة الحمض النووي من قبل العديد من الإنزيمات في مختلف العمليات الحيوية مثل مثيلة الدنا، وآليات ترميم الدنا المختلفة، ونسخ الرنا وتضاعف الدنا.

## العمليات الحيوية

### تعديل الدنا وترميمه
يمكن حدوث العديد من الطفرات في الدنا، ما يؤدي إلى تلف قاعدة شريط الدنا. من أجل ضمان التكامل الجيني، تحتاج الإنزيمات إلى ترميم أي تلف. يوجد العديد من أنواع ترميم الدنا. يستخدم ترميم استئصال القاعدة قلب القاعدة من أجل قلب القاعدة التالفة خارج الحلزون المزدوج إلى داخل الجيب المتخصص للغيلكوسيلاز الذي يحلمه الرابطة الغليكوزيدية ويزيل القاعدة. يتفاعل غليكوسيلاز الدنا مع الدنا، ما يؤدي إلى قلب القواعد من أجل تحديد أي عدم مطابقة. تشمل الأمثلة على ترميم استئصال القاعدة إزالة قاعدة السايتوسين وتحولها إلى قاعدة يوراسيل. يتسبب هذا في سوء اقتران «يو:جي» الذي يُكشف عن طريق غليكوسيلاز دنا اليوراسيل. تُقلب قاعدة اليوراسيل إلى خارج جيب الغليكوسيلاز النشط حيث تُزال من شريط الدنا. تُستخدم آلية قلب القاعدة في ترميم الطفرات مثل 8-أوكسو غوانين (أو إكس أو جي) ومثنوي البيريميدين الناتج عن الأشعة فوق البنفسجية.

### التضاعف، والنسخ والتأشيب
يستخدم كل من تضاعف الدنا ونسخ الرنا قلب القاعدة. يُعد بوليميراز الدنا إنزيمًا متخصصًا في التضاعف. يمكن اعتباره بمثابة اليد القابضة على قالب شريط الدنا المفرد. مع مرور القالب عبر منطقة راحة اليد الخاصة بالبوليميراز، تُقلب قواعد القالب خارج الحلزون بعيدًا عن موقع ربط نيوكليوسيد ثلاثي الفوسفات. خلال النسخ، يحفز بوليميراز الرنا تخليق الرنا. خلال مرحلة البدء، تُقلب قاعدتان في العنصر -10 من الحلزون إلى داخل الجيبين في بوليميراز الرنا. يعمل هذان التفاعلان على تثبيت العنصر -10 وتحفيز شرائط الدنا على الانفصال أو الذوبان.
يحدث قلب القاعدة خلال المراحل اللاحقة للتأشيب. يمثل ريكا واحدًا من البروتينات المعززة لغزو الشريط خلال التأشيب المتماثل. اقتُرح قلب القاعدة باعتباره الآلية التي يستخدمها ريكا في تمكين الشريط المفرد من التعرف على التنادد في الدنا المزدوج. تشير دراسات أخرى إلى اشتراكها أيضًا في التأشيب الجسمي.

### مثيلة الدنا
مثيلة الدنا هي عملية إضافة مجموعة الميثيل إلى السايتوسين أو الأدينين. تؤدي هذه العملية إلى تنشيط التعبير الجيني أو تعطيله، ما ينتج عنه التنظيم الجيني في الخلايا حقيقية النوى. تُعرف عملية مثيلة الدنا باشتراكها في أنواع محددة من التشكل السرطاني. من أجل حدوث هذا التعديل الكيميائي، من الضروري قلب القاعدة الهدف لحلزون الدنا المزدوج من أجل السماح لناقلات الميثيل بتحفيز التفاعل.

### التعرف على الهدف عن طريق إنزيم القطع النووي الداخلي
إنزيمات القطع النووية الداخلية، تُعرف أيضًا بإنزيمات القطع، هي إنزيمات قاطعة لعمود السكر-فوسفات في الدنا في تسلسلات نوكليوتيدات محددة يبلغ طولها عادةً أربعة إلى ستة نوكليوتيدات. أثبتت الدراسات التي أجراها هورتون وزملاؤه اشتمال الآلية المسؤولة عن الإنزيمات القاطعة للدنا على قلب القاعدة بالإضافة إلى ثني الدنا وتوسيع الثلم الصغير. في عام 2006، قدم هورتون وآخرون دليل دراسة البلورات بالأشعة السينية موضحًا استخدام إنزيم القطع النووي الداخلي «إتش آي إن بّي 1 آي» لقلب القاعدة من أجل التعرف على التسلسل الهدف. يُعرف هذا الإنزيم بقدرته على قطع الدنا في تسلسل رباعي النوكليوتيد المتناظر «جي ↓ سي جي سي».